# Mircea Ștefănescu (poloist)
Mircea Ștefănescu (n. 2 decembrie 1936, Beliu, România) este un fost jucător român de polo pe apă. A concurat la Jocurile Olimpice de vară din 1960 și la Jocurile Olimpice de vară din 1964.